# Ster Elektrotoer 2008
Lo Ster Elektrotoer 2008, ventiduesima edizione della corsa, si svolse dal 17 al 21 giugno su un percorso di 695 km ripartiti in 5 tappe, con partenza da Schijndel e arrivo a Gemert-Bakel. Fu vinto dall'italiano Enrico Gasparotto della squadra Barloworld davanti al bielorusso Vasili Kiryienka e al russo Nikolay Trusov.

## Tappe
| Tappa  | Data      | Percorso                                  | km  | Vincitore di tappa | Leader cl. generale |
| ------ | --------- | ----------------------------------------- | --- | ------------------ | ------------------- |
| 1ª     | 17 giugno | Schijndel > Schijndel (cron. individuale) | 6   | Tony Martin        | Tony Martin         |
| 2ª     | 18 giugno | Schijndel > Valkenburg                    | 177 | Matti Breschel     | Tony Martin         |
| 3ª     | 19 giugno | Verviers > Jalhay                         | 192 | Enrico Gasparotto  | Enrico Gasparotto   |
| 4ª     | 20 giugno | Nuth > Nuth                               | 170 | Tom Boonen         | Enrico Gasparotto   |
| 5ª     | 21 giugno | Sittard-Geleen > Gemert-Bakel             | 150 | Mark Cavendish     | Enrico Gasparotto   |
| Totale | Totale    | Totale                                    | 695 |                    |                     |

## Dettagli delle tappe

### 1ª tappa
- 17 giugno: Schijndel > Schijndel (cron. individuale) – 6 km

| Pos. | Corridore      | Squadra    | Tempo |
| ---- | -------------- | ---------- | ----- |
| 1    | Tony Martin    | High Road  | 7'20" |
| 2    | Nikolay Trusov | Tinkoff    | a 2"  |
| 3    | Geraint Thomas | Barloworld | a 3"  |

| Pos. | Corridore      | Squadra    | Tempo |
| ---- | -------------- | ---------- | ----- |
| 1    | Tony Martin    | High Road  | 7'20" |
| 2    | Nikolay Trusov | Tinkoff    | a 2"  |
| 3    | Geraint Thomas | Barloworld | a 3"  |

### 2ª tappa
- 18 giugno: Schijndel > Valkenburg – 177 km

| Pos. | Corridore         | Squadra       | Tempo    |
| ---- | ----------------- | ------------- | -------- |
| 1    | Matti Breschel    | CSC-Saxo Bank | 4h21'24" |
| 2    | Paul Martens      | Rabobank      | s.t.     |
| 3    | Enrico Gasparotto | Barloworld    | s.t.     |

| Pos. | Corridore    | Squadra   | Tempo    |
| ---- | ------------ | --------- | -------- |
| 1    | Tony Martin  | High Road | 4h28'44" |
| 2    | Koen de Kort | Astana    | a 8"     |
| 3    | Paul Martens | Rabobank  | s.t.     |

### 3ª tappa
- 19 giugno: Verviers > Jalhay – 192 km

| Pos. | Corridore         | Squadra         | Tempo    |
| ---- | ----------------- | --------------- | -------- |
| 1    | Enrico Gasparotto | Barloworld      | 4h51'39" |
| 2    | Vasili Kiryienka  | Tinkoff         | a 2"     |
| 3    | Matthé Pronk      | Cycle Collstrop | a 19"    |

| Pos. | Corridore         | Squadra    | Tempo    |
| ---- | ----------------- | ---------- | -------- |
| 1    | Enrico Gasparotto | Barloworld | 9h20'21" |
| 2    | Vasili Kiryienka  | Tinkoff    | a 17"    |
| 3    | Koen de Kort      | Astana     | a 32"    |

### 4ª tappa
- 20 giugno: Nuth > Nuth – 170 km

| Pos. | Corridore       | Squadra    | Tempo    |
| ---- | --------------- | ---------- | -------- |
| 1    | Tom Boonen      | Quick Step | 4h13'51" |
| 2    | Wouter Weylandt | Quick Step | s.t.     |
| 3    | Nikolay Trusov  | Tinkoff    | s.t.     |

| Pos. | Corridore         | Squadra    | Tempo     |
| ---- | ----------------- | ---------- | --------- |
| 1    | Enrico Gasparotto | Barloworld | 13h34'12" |
| 2    | Vasili Kiryienka  | Tinkoff    | a 17"     |
| 3    | Nikolay Trusov    | Tinkoff    | a 28"     |

### 5ª tappa
- 21 giugno: Sittard-Geleen > Gemert-Bakel – 150 km

| Pos. | Corridore        | Squadra      | Tempo    |
| ---- | ---------------- | ------------ | -------- |
| 1    | Mark Cavendish   | High Road    | 3h14'57" |
| 2    | Robert Hunter    | Barloworld   | s.t.     |
| 3    | Kenny van Hummel | Skil-Shimano | s.t.     |

| Pos. | Corridore         | Squadra    | Tempo     |
| ---- | ----------------- | ---------- | --------- |
| 1    | Enrico Gasparotto | Barloworld | 16h49'14" |
| 2    | Vasili Kiryienka  | Tinkoff    | a 17"     |
| 3    | Nikolay Trusov    | Tinkoff    | a 23"     |

## Classifiche finali

### Classifica generale
| Pos. | Corridore          | Squadra                | Tempo     |
| ---- | ------------------ | ---------------------- | --------- |
| 1    | Enrico Gasparotto  | Barloworld             | 16h49'14" |
| 2    | Vasili Kiryienka   | Tinkoff Credit Systems | a 17"     |
| 3    | Nikolay Trusov     | Tinkoff Credit Systems | a 23"     |
| 4    | Koen de Kort       | Astana                 | a 27"     |
| 5    | Matti Breschel     | Team CSC-Saxo Bank     | a 36"     |
| 6    | Paul Martens       | Rabobank               | a 38"     |
| 7    | Piet Rooijakkers   | Skil-Shimano           | a 40"     |
| 8    | Dries Devenyns     | Silence-Lotto          | a 41"     |
| 9    | Michael Blaudzun   | Team CSC-Saxo Bank     | a 44"     |
| 10   | Alexandr Pliuschin | Ag2r-La Mondiale       | a 45"     |